# Jesus Loves Me
Jesus Loves Me è un singolo di Whitney Houston, estratto dall'album The Bodyguard: Original Soundtrack Album. Il singolo è stato estratto nel 2012, ed ha riscosso un discreto successo commerciale in Francia, dove è arrivata al sessantasettesimo posto della classifica settimanale.

## Classifica
| Classifica | Posizione |
| ---------- | --------- |
| Francia    | 67        |